# Croton vestitus
Croton vestitus är en törelväxtart som beskrevs av Spreng.. Croton vestitus ingår i släktet Croton och familjen törelväxter. Inga underarter finns listade i Catalogue of Life.